# Publius Rutilius Rufus
Publius Rutilius Rufus (* um 158 v. Chr.; † 78 v. Chr. in Smyrna) war ein römischer Politiker, Jurist und Geschichtsschreiber der späten Republik.
Rufus, vielleicht Sohn des Volkstribunen (169 v. Chr.) Publius Rutilius, war von 134 bis 132 v. Chr. Militärtribun in Spanien unter Scipio Aemilianus. Etwa 118 v. Chr. war er Prätor, 113 v. Chr. Gesandter in Kreta, von 109 bis 107 v. Chr. Legat unter Quintus Caecilius Metellus Numidicus im Jugurthinischen Krieg, wo er militärisch erfolgreich operierte.
Rufus schloss sich als Redner und Jurist Quintus Mucius Scaevola und Servius Sulpicius Galba an. Er heiratete die Tochter des Gaius Livius Drusus, der 147 v. Chr. das Konsulat innehatte. Cicero berichtete trotz dieser guten Verbindungen zur römischen Nobilität von Schwierigkeiten bei der Bewerbung um das Konsulat. Dieses erhielt er 105 v. Chr. und organisierte die Abwehrmaßnahmen nach der Niederlage gegen die Kimbern und Teutonen bei Arausio. Er war einer der wichtigsten Verbündeten des Gaius Marius in dessen Zeit als Konsul (104–100 v. Chr.).
Wohl 94 v. Chr. war er Legat in der Provinz Asia und geriet über die strenge Behandlung der Provinz in einen Konflikt mit den aus dem Ritterstand stammenden Steuerpächtern. 92 v. Chr. wurde er wegen angeblichen Amtsmissbrauchs angeklagt und von einem mit Rittern besetzten Gerichtshof wegen Erpressung im Amt verurteilt. Er ging ins Exil nach Smyrna, einer Stadt in der Provinz, die er angeblich ausgeplündert hatte, und blieb dort freiwillig auch nach seiner vollständigen Rehabilitation. Kurz vor seinem Tod besuchte ihn Cicero, dem wir viel unseres Wissens über Rufus verdanken. Auf dieses Zusammentreffen berief sich Cicero, wenn er in seinem Werk über den Staat De re publica Rufus als den Gewährsmann nennt, der ihm von dem denkwürdigen Gespräch berichtet habe, als dessen Wiedergabe er den Inhalt seiner Staatsschrift darstellte. In Smyrna starb Publius Rutilius Rufus im Jahre 78 v. Chr. 
Rutilius war stoisch gebildet (unter anderem bei Panaitios). Er schrieb ein stark autobiografisch gefärbtes Geschichtswerk.